# Good at Falling
| Совокупная оценка | Совокупная оценка |
| Источник          | Оценка            |
| ----------------- | ----------------- |
| AnyDecentMusic?   | 7.4/10            |
| Metacritic        | 82/100            |
| Оценки критиков   |                   |
| Источник          | Оценка            |
| Clash             | 9/10              |
| DIY               | [ 4 ]             |
| NME               | [ 5 ]             |
| Pitchfork         | 7.5/10            |
| PopMatters        | 8/10              |
| Sputnikmusic      | [ 8 ]             |

Good at Falling — дебютный студийный альбом английской певицы, гитаристки и автора-исполнителя Amber Mary Bain, выступающей под сценическим именем The Japanese House. Альбом был выпущен 1 марта 2019 года лейблом Dirty Hit и получил отзывы.

## Отзывы
Альбом получил положительные отзывы музыкальной критики и интернет-изданий. Он получил 82 из 100 баллов на интернет-агрегаторе Metacritic. Среди отзывов мнения критиков и обозревателей Clash, DIY, NME, Pitchfork, PopMatters.

## Трек-лист
Слова и музыка всех песен — Amber Bain. Продюсеры The Japanese House, BJ Burton и Джордж Дэниэл.
| №                   | Название                            | Длительность |
| ------------------- | ----------------------------------- | ------------ |
| 1.                  | «Went to Meet Her (Intro)»          | 2:31         |
| 2.                  | «Maybe You're the Reason»           | 3:39         |
| 3.                  | «We Talk All the Time»              | 3:15         |
| 4.                  | «Wild»                              | 3:43         |
| 5.                  | «You Seemed So Happy»               | 2:42         |
| 6.                  | «Follow My Girl»                    | 4:04         |
| 7.                  | «Somethingfartoogoodtofeel»         | 4:26         |
| 8.                  | «Lilo»                              | 4:10         |
| 9.                  | «Everybody Hates Me»                | 3:09         |
| 10.                 | «Marika Is Sleeping»                | 3:03         |
| 11.                 | «Worms»                             | 3:18         |
| 12.                 | «f a r a w a y (feat. Matty Healy)» | 2:50         |
| 13.                 | «i saw you in a dream»              | 3:20         |
| Общая длительность: | Общая длительность:                 | 44:08        |

## Чарты
| Чарт (2019)                            | Высшая позиция |
| -------------------------------------- | -------------- |
| Великобритания (UK Albums Chart)       | 64             |
| США (Billboard Vinyl Albums)           | 23             |
| США (Billboard Top Heatseekers Albums) | 6              |